# 什切爾克
49°42′58″N 19°1′37″E / 49.71611°N 19.02694°E
什切爾克（波蘭語：Szczyrk）為位在波蘭西利西亞省別爾斯科縣的一座城市。2006年人口5,860人，面積39.07平方公里。什切爾克是一個冬季體育中心。

## 外部連結
- Official website （页面存档备份，存于）
- TrekEarth - photos from Szczyrk （页面存档备份，存于）
- Detailed site about Szczyrk
- Photo gallery from Szczyrk